# Flysta
Flysta – dzielnica (stadsdel) Sztokholmu, położona w jego zachodniej części (Västerort) i wchodząca w skład stadsdelsområde Spånga-Tensta. Graniczy z dzielnicami Solhem, Sundby, Beckomberga, Råcksta i Nälsta.
Według danych opublikowanych przez gminę Sztokholm, 31 grudnia 2020 r. Flysta liczyła 2364 mieszkańców. Powierzchnia dzielnicy wynosi 0,79 km².